# DR P8 JAZZ
DR P8 Jazz er en af DR's digitale radiokanaler. Den erstattede DR Jazz d. 12. september 2011. 

## Baggrund
I november 2010 annoncerede DR deres intention om at lukke en række af deres 23 digitale radiokanaler, for kun at beholde 10-12. I modsætning til DR's tidligere digitale radiokanaler som spillede musik uden afbrydelser, så skulle de nye kanaler have værter og faste programmer til at formidle musikken og public service indhold. De nye kanaler, herunder DR P8 Jazz, blev præsenteret i januar 2011. 

## Værter
- Benjamin Koppel
- Christian Cherry
- Fimmer Engel
- Frederik Korfix
- Jens Rasmussen
- Johanne Algren
- Jonas Visti Pedersen
- Morten Lindberg (Master Fatman)
- Naya Buric
- Niels Christian Cederberg
- Stine Danving
- Thomas Winther Overby
- Cæcilie Iburg Prinzlau